# 세원고등학교
세원고등학교는 대한민국 경기도 고양시 일산동구 풍동에 있는 사립 고등학교이다.

## 학교 연혁
- 1987년 5월 21일 : 설립계획 승인(설립자 문학박사 김영화)
- 1987년 5월 30일 : 학교법인 설립허가(초대 이사장 김육남)
- 1990년 1월 10일 : 세원고등학교 설립인가(4학급)
- 1990년 3월 6일 : 초대 교장 문경호 취임 및 입학식(3학급)
- 1993년 2월 16일 : 제1회 졸업식(124명)
- 1994년 5월 16일 : 학급증설 인가(10학급)
- 2005년 7월 25일 : 제4대 이사장 취임(이사장 문학박사 김영화)
- 2018년 9월 1일 : 제7대 교장 김찬빈 취임
- 2024년 1월 5일 : 제32회 졸업식(누계 9,593명)
- 2024년 3월 4일 : 제35회 신입생 8학급 입학

## 참고 자료
- 세원고등학교 - 한국교육학술정보원 학교알리미